# Evelyn Dumas
Pour les articles homonymes, voir Dumas.
Evelyn Dumas, née le 13 avril 1941 à Saint-Georges-de-Malbaie à Québec et morte le 7 juin 2012 à Montréal, est une journaliste, essayiste et romancière canadienne. Elle est l'ancienne rédactrice en chef du journal du Jour hebdomadaire et l'ancienne conseillère du premier ministre René Lévesque. En 1976, elle remporte le prix Olivar Asselin pour son parcours dans la presse  parlementaire québécoise.

## Biographie

### Origines et Études
Evelyn Dumas naît le 13 avril 1941 à Saint-Georges de Malbaie au Québec. Elle commence ses études  en lettres-sciences au pensionnat des Dames de la Congrégation de Joliette et obtient un baccalauréat en pédagogie à l'Université Laval en 1960 puis une maitrise en histoire à l'Université de Montréal en 1980.

### Carrière
Elle entame sa carrière en tant que chroniqueuse dans l'Action populaire de Joliette et rédactrice dans le Carabin de 1957 à 1960. En 1961, elle est reporter politique et chroniqueuse parlementaire à Québec et reporter syndical au Devoir. De rédactrice en chef adjoint du Jour, elle acccède  au poste de rédacteur en chef du Jour hebdomadaire de 1977. 
En 1978, elle est consultante auprès du ministère des Affaires intergouvernementales et conseillère du premier ministre René Lévesque en avril 1979,.
Elle participe à de nombreuses émissions radiophoniques et télévisées et anime des conférences au Canada, aux États-Unis, en France, en Allemagne et en Israël.
Elle publie trois œuvres littéraires de 1971 à 1979 et meurt le 7 juin 2012 à Montréal.

## Publications
Un mur entre toi et moi, 5 janvier 2023, 382 p. (ISBN 979-8372363250)
(fr) Dans le sommeil de nos os : quelques greves au quebec de 1934 à 1944, Montréal, Lemeac, 1971.
(fr) La crise de la presse en France, Montréal, Leméac, 1972
(fr) Un événement de mes octobres, Montreal, Le Biocreux, 1979.

## Prix
En 1976, elle est la lauréate  du Prix Olivar Asselin.